# Stanisław Lasocki (zm. 1534)
Stanisław Lasocki herbu Dołęga (zm. 1534) – podkomorzy poznański (1498), starosta płoński, śremski (1504), rawski (1520–1527), wojski rawski (1521) i sochaczewski (1502)

## Życiorys
Syn marszałka królewskiego, starosty łęczyckiego Michała i Doroty z Melsztyńskich – córki Spytka z Melsztyna i kasztelanki poznańskiej Beatrycze Świdwy Szamotulskiej (córki Dobrogosta). Dorota była bratanicą Jadwigi, księżnej opolskiej, i Katarzyny, księżnej mazowieckiej.
Bratanek biskupa Mikołaja Lasockiego.
Młodość spędził na dworze królewskim. Poseł królewski do wielkiego mistrza zakonu krzyżackiego ks. saskiego Fryderyka (1501) oraz do ks. saskiego Jerzego (1503). Podpisał dyplom elekcji Zygmunta I Starego na króla Polski i wielkiego księcia litewskiego na sejmie w Piotrkowie 8 grudnia 1506 roku. Król w 1514 wysłał go z ważną misją na synod prowincjonalny. Łączyły go przyjacielskie stosunki z abp. Andrzejem Krzyckim, natomiast nie darzył go sympatią bp Piotr Tomicki.
Poseł na sejm piotrkowski 1512 roku z województwa poznańskiego i województwa kaliskiego.
Odziedziczył po ojcu znaczny majątek w woj. sandomierskim, łęczyckim i brzeskokujawskim, w tym miasto Brzeziny. Koncentrował się na rozwoju gospodarczym swoich dóbr. Przejął także olbrzymie dobra swoich krewnych, mniszek Katarzyny i Beaty Melsztyńskich, w tym udziały w zamku w Melsztynie. 
Rozbudował Brzeziny, założył w nich nową dzielnicę, nazwaną Szydłowcem na cześć swojej żony – Zofii z Szydłowieckich. Bogato uposażył kościół w Brzezinach, gdzie został w 1534 pochowany. 
Poślubił Zofię Szydłowiecką (zm. 1532), córkę podskarbiego koronnego i kasztelana sandomierskiego Jakuba i Zofii, siostrę Barbary za Janem hr. Tarnowskim. Stanisław z Zofią mieli dzieci:
- Jakuba, studenta uniw. w Lipsku, kasztelana łęczyckiego i inowłodzkiego, ożenionego z Anną Leżeńską z Leżenic, córką Jana i Urszuli z Maciejowskich
- Stanisława, podkomorzego łęczyckiego, ożenionego z Anną Zbąską z Leżenic, córką Piotra i Heleny Ostroróg (córki Wacława)
- Krzysztofa, kasztelana sochaczewskiego, ożenionego z Ewą Szczawińską
- Annę za Stanisławem Balem z Hoczwi
- Zofię za I v. Jakubem Unichowskim II v. Mikołajem Lutomierskim

Jedynie najstarszy syn – Jakub, pozostał przy wierze katolickiej, natomiast jego dwaj młodsi bracia zostali działaczami reformacyjnymi. 
Stanisław wraz z żoną Zofią z Szydłowieckich spoczywają w kościele Podwyższenia Krzyża Świętego w Brzezinach. Renesansową płytę nagrobną Stanisława Lasockiego wykonał na zlecenie wykonawcy testamentu, prepozyta brzezińskiego Macieja z Jeżowa, Bernardino Zanobi de Gianotis.